# Guerau VI d'Armanyac

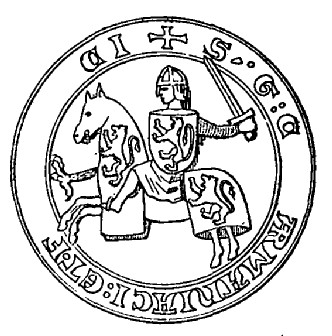

Guerau VI, nascut vers el 1235, mort el 1285, va ser vescomte de Fezensaguet de 1240 a 1285, i comte d'Armanyac (amb Fesenzac) de 1256 a 1285. Era fill de Roger de Lomanha, vescomte de Fezensaguet, i de Pubil·la d'Albret.
El 1249 va disputar per les armes la possessió de l'Armanyac i el Fesenzac a Arnau II Odó (1205 † 1256), vescomte de Lomanha i d'Auvillars (el vescomtat d'Auvillars estava unit al de Lomanha), espòs de Mascarosa I d'Armanyac († 1249), hereva dels comtats d'Armanyac i Fesenzac (el comtat de Fesenzac estava unit a l'Armanyac), i pare de Mascarosa de Lomanha († 1256). En aquesta guerra Guerau fou sostingut pel seu senyor feudal, Ramon VII de Tolosa. Capturat, va ser alliberat contra un rescat i va continuar la lluita amb èxit. Durant la seva captivitat, la seva mare, Poncella d'Albret, va fer, en el seu nom, homenatge del Fezensaguet a Alfons de Poitiers, successor de Ramond VII, per continuar beneficiant-se del seu suport. La lluita va seguir fins al 1255, en què Gastó, vescomte de Bearn va aconseguir reconciliar els adversaris. Mascarosa de Lomanha va pujar al tron com Mascarosa II d'Armanyac després de casar-se amb Esquivat de Chabanès comte de Bigorra.
El 1256, després de la mort sense fills de Mascarosa II, Guerau era el parent més proper i va heretar el comtat d'Armanyac amb el Fesenzac.
De resultes de les múltiples baralles amb el senescal del Llenguadoc, va ser capturat i empresonat dos anys al castell de Péronne. Alliberat, es va acostar a Eduard I d'Anglaterra, rei d'Anglaterra, a qui va prestar homenatge.
El 1260, es va casar amb Mata de Bearn (1250 † després de 1317), filla de Gastó, vescomte de Bearn i de Mata, comtessa de Bigorra, que va donar a llum a sis fills:
- Bernat VI, (vers 1270 † 1319), comte d'Armanyac amb el Fezensac
- Gastó d'Armanyac, (vers 1275 † 1320), tronc de la branca dels vescomtes de Fesenzaguet
- Roger d'Armanyac (†1339), arquebisbe d'Auch, bisbe de Lavaur i de Laon
- Mascarosa d'Armanyac, (vers 1285 †), esposa d'Arnau Guillem de Fumel (vers 1280, † ?), vescomte de Labarta i Aura
- Pubil·la d'Armanyac, (vers 1285 † 1313), casada amb Bernat VIII (vers 1285 † 1336), comte de Comenge
- Mata d'Armanya, (vers 1285 † 1313), casada amb Bernat Trancalleó de Lomanha (vers 1280 † 1337), senyor de Fimarcon.

Certs investigadors afegeixen Elionor d'Armanyac, senyora de Brassac (aproximadament 1285 - ??), la dona de Guerau de Galard (aproximadament 1260 - ??), però altres esmenten a Constància d'Armanyac, de la qual no se sap amb qui estava casada.